# Constable Peak
Constable Peak är en bergstopp i Kanada.   Den ligger i provinsen British Columbia, i den centrala delen av landet, 3 600 km väster om huvudstaden Ottawa. Toppen på Constable Peak är 2 824 meter över havet.
Terrängen runt Constable Peak är huvudsakligen bergig, men den allra närmaste omgivningen är kuperad.Trakten runt Constable Peak är nära nog obefolkad, med mindre än två invånare per kvadratkilometer.. Det finns inga samhällen i närheten. 
Trakten runt Constable Peak består i huvudsak av gräsmarker.